# Long Qingquan
Long Qingquan (3 de dezembro de 1990, em Longshan, província de Hunan) é um chinês, campeão mundial e olímpico em halterofilismo.

## Carreira

### Pequim 2008
Participou dos Jogos Olímpicos de Pequim 2008. Na categoria até 56 kg, definiu novo recorde mundial para juniores no arranque — 132 kg — e levantou 160 kg no arremesso, concluindo com um total de 292 kg, esta marca também recorde mundial para juniores, o que lhe garantiu o ouro olímpico.
Foi campeão mundial em 2009, em Goyang. Levantou 292 kg novamente (130 no arranque e 162 no arremesso), na categoria até 56 kg.
No mundial de 2010, em Antália, Long Qingquan dessa vez ficou com a prata, com 288 kg no total (127+161), atrás de seu compatriota Wu Jingbiao, com 292 kg (132+160).

### Rio 2016
Já nos Jogos Olímpicos de Verão de 2016, no Rio de Janeiro, o chinês ganhou o ouro na categoria até 56 kg masculino. A pontuação foi um total combinado de 307 kg, quebrando o recorde mundial anterior de 305 kg.